# Wikstroemia androsaemifolia
Wikstroemia androsaemifolia är en tibastväxtart som beskrevs av Joseph Decaisne. Wikstroemia androsaemifolia ingår i släktet Wikstroemia och familjen tibastväxter. Inga underarter finns listade i Catalogue of Life.